# 筑紫地震
筑紫地震（つくしじしん）は、飛鳥時代後期（白鳳時代）に九州北部で発生した大地震。『日本書紀』に記述されており、震源域がほぼ判明しているものとしては日本最古の歴史地震である。
『日本書紀』には筑紫地震前後から地震の記述がしばしば登場し、本地震の約6年後には南海トラフ巨大地震である白鳳地震が発生している。

## 地震の記録
天武天皇7年12月中（ユリウス暦679年1月18日 - 2月15日、グレゴリオ暦679年1月21日 - 2月18日の間）に筑紫国を中心に大地震が発生した。地震の発生日は不明である。
巾2丈（約6m）、長さ3000丈余（約10km）の地割れが生成し村々の民家が多数破壊され、また丘が崩れ、その上にあった家は移動したが破壊されることなく家人は丘の崩壊に気付かず、夜明後に知り驚いたという。
- 『日本書紀』巻第二十九

また『豊後国風土記』によれば五馬山が崩れて温泉が所々で噴出し、そのうち1つが間欠泉であったという。戊寅年は天武天皇7年である。
この地震の条項「十二月是月」の直前にある『日本書紀』12月27日の条項には、臘子鳥（あとり）が天を覆って西から東北方向へ移動したとあり、宏観異常現象の1つと考える説もある。
河角廣は本地震に対し規模MK = 3.6を与え、マグニチュード M = 6.7に換算されている。宇佐美(2003)は M = 6.5 - 7.5 と巾を広く取っている。

## 震源断層
1988年に大宰府の上津土塁の遺跡調査を行っていた久留米市教育委員会によって、上津土塁の一部が滑り落ちて8世紀後半の版築土で修復された痕跡が発見された。その後、7世紀後半頃の墳砂痕、三井郡北野町（現・久留米市）の古賀ノ上遺跡の地割れおよび墳砂痕など続々と地震痕跡が発見された。
1992年には、水縄断層帯を構成する追分断層上にある山川前田遺跡において粘土層と姶良Tn火山灰層（2万数千年前）の2mの食違いが発見され、久留米市の追分断層のトレンチ調査から、縄文時代早期以降の約7000年間に、水縄断層の活動と見られる少なくとも3回の大地震の痕跡が発見された。これらの内最新の活動は6世紀以降、13 - 14世紀以前と推定され、この間の九州北部の顕著な地震記録は679年の筑紫地震のみであり、周辺の地震痕跡が7世紀後半に集中する事から最新のものは筑紫地震の痕跡と推定されたため、筑紫地震の起震断層が水縄断層であることが判明した。この水縄断層系の総延長は東西約20km、活動度は年間変位が0.1 - 1.0mm程度、右横ずれの応力を持つ正断層と推定されている。
2015年にも、水縄断層上に位置する益生田古墳群（久留米市田主丸町益生田、6世紀後半の築造）のうちで、円墳4基が筑紫地震による倒壊被害を受けたと見られる状態で発見された。